# BMCソフトウェア
BMCソフトウェア（英: BMC Software）は、アメリカ合衆国のビジネスソフトウェアを中心とした製品展開を行っているソフトウェア企業。1980年創業。本社はヒューストンにある。

## 概要
Business Service Management（BSM）の概念を提唱し、ビジネスの観点でIT基盤を管理するためのソリューションを提供している。
社内組織は、Meinframe Service Management（MSM）部門と Enterprise Service Management（ESM）部門に分かれている。MSM 部門はメインフレーム管理部門とジョブスケジューリング製品部門、出力管理製品部門から成る。ESM 部門は、サービス管理、アイデンティティ管理、分散システム管理、BMC Performance Manager 製品部門、トランザクション管理製品部門から成る。
BMCソフトウェアは同社の使命を「顧客のIT基盤をビジネスに合わせて調整するのを助け、企業経営ソフトウェア・ソリューションの主要な提供者となること」としている。
世界31カ国に66の拠点がある。日本では、BMCソフトウェア株式会社が1988年1月に設立されている。開発拠点は10箇所（うちアメリカ国内に6箇所）ある。全世界で6,000人以上の従業員を抱えている。
94のソフトウェア特許を有する。

## 沿革
1970年代後半、後に BMCソフトウェアを創業する Scott Boulett、John Moores、Dan Cloer の3人はヒューストンでプログラミングに関するパートナー契約を結んだ。1980年、それが会社として形を持つようになり、BMCソフトウェアが設立された。初代CEOの Moores は、シェル石油でのIBMメインフレームのソフトウェア改良を行ったプログラマとしての経験があった。1988年7月、BMCはNASDAQへの株式公開を果たした。
1987年、Moores はCEOの座を退き、Max Watson が後任となった。Moores は1992年に会長として引退し、Watson が後任の会長となった。1980年代、BMCはメインフレームの既存システムの改良に関する製品を主に提供していた。その後、企業買収を戦略的に行い、市場の変化に追随していった。
Watson がCEOまたは会長に在任中、BMCは従業員数500名から7000名以上へと成長。同時に売り上げも、1987年には1億ドルに満たなかったものが、17億ドルにまで成長した。
Watson の後任には製品開発管理担当の副社長だった Robert Beauchamp が選ばれた。その在任中、BMCはニューヨーク証券取引所に上場先を変更し、11部門への組織改編を行い、Bussiness Service Management を提唱するようになった。
2013年9月 株式非公開化

## 製品
- BMC Remedy Service Management - ITサービスマネジメント
- BMC Configuration Management - 変更管理・構成管理
- BMC Operations Management - ジョブ管理システム
- BMC Application Management for SAP - SAP R/3のアプリケーション管理
- BMC Database Management - DBMSの管理
- BMC Infrastructure Management - サーバのOSやストレージなどの監視/管理

## 買収した企業
- ITM Software - 2008年6月
- BladeLogic - 2008年4月
- Emprisa Networks - 2007年10月
- RealOps, Inc. - 2007年7月
- ProactiveNet, Inc. - 2007年6月
- Identify Software Ltd. - 2006年5月
- KMXperts - 2005年8月
- OpenNetwork - 2005年3月
- Calendra - 2005年1月
- Viadyne - 2004年7月
- Marimba - 2004年7月
- Magic Solutions - 2004年2月
- ASA Knowledge - 2004年1月
- IT Masters - 2003年3月
- Action Request System（Peregrine Systems の資産） - 2002年11月
- Simulus Limited - 2002年4月
- AgentSpring - 2002年3月
- Perform, SA - 2001年2月
- Sylvain Faust, Inc. - 2000年10月
- OptiSystems Solutions - 2000年8月
- Evity Inc. - 2000年4月
- OTL Software - 1999年11月
- New Dimension Software - 1999年4月
- Boole & Babbage, Inc. - 1999年3月
- BGS Systems - 1998年3月
- DataTools - 1997年5月
- HawkNet, Inc. - 1996年1月
- Peer Networks, Inc. - 1995年11月
- PATROL Software - 1994年1月[4]